# Алиман
Алиман (на румънски: Aliman) е село център на селска община в окръг Констанца в Северна Добруджа, Румъния.

## География
Седалището на кметската община се намира на разстояние от 97 км от Констанца и на 30 км от град Черна вода. На територията ѝ се разполага защитената природна местност Балта Ведероаса. Общината включва четири села:
- Алиман
- Дунерени (историческо наименование: Mîrlea до 1968)
- Флориле (историческо наименование: Bac cuius, турски: Bakkuyusu)
- Влахи (историческо наименование: Vlahchioi)

На територията на общината е и бившето село Аденката (историческо наименование: Polucci), закрито през 1977 г. с президентски указ.
Антични останки от дакийската дава Сагадава са намерени в близост до село Дунерени.
Според хипотеза за произхода на името на селото, то произлиза от турската дума за „немец“ – Alaman.

## Демография[2]
|  |  |  |

|  |  |  |

## Забележителности
В близост до града се разполага археологически резерват на площ от 15 хектара.

## Родени в Алиман
- Дан Спетару – румънски естраден певец и киноактьор.